# Radioscarta
Radioscarta is een geslacht van halfvleugeligen uit de familie schuimcicaden (Cercopidae). De wetenschappelijke naam van dit geslacht is voor het eerst geldig gepubliceerd in 1923 door Lallemand.

## Soorten
Het geslacht Radioscarta  is monotypisch en omvat slechts de volgende soort:
- Radioscarta surigaona Lallemand, 1923